# Arènes Jean-Sango
Pour les articles homonymes, voir Sango (homonymie).
Les arènes Jean-Sango, inaugurées en 1985, sont les arènes de la ville de Captieux située dans le département de français de la Gironde. Elles peuvent contenir plus de 1 500 personnes.

## Présentation
La date de leur construction d'origine, en bois, varie selon les sites : 1963 pour les uns, 1964 pour les autres, elles ont été démolies au cours d'une émission télévisée d'Intervilles en 1966.
La date de leur reconstruction en dur varie de 1990, à 1993. Selon Jean-Baptiste Maudet, elles ont été reconstruites en 1985.

## Tauromachie et rugby
La ville fait partie de l'union des villes taurines françaises. Dans les arènes, outre les spectacles taurins donnés la première semaine de juin, une journée est consacrée au rugby à XV.